# Egmontkamer

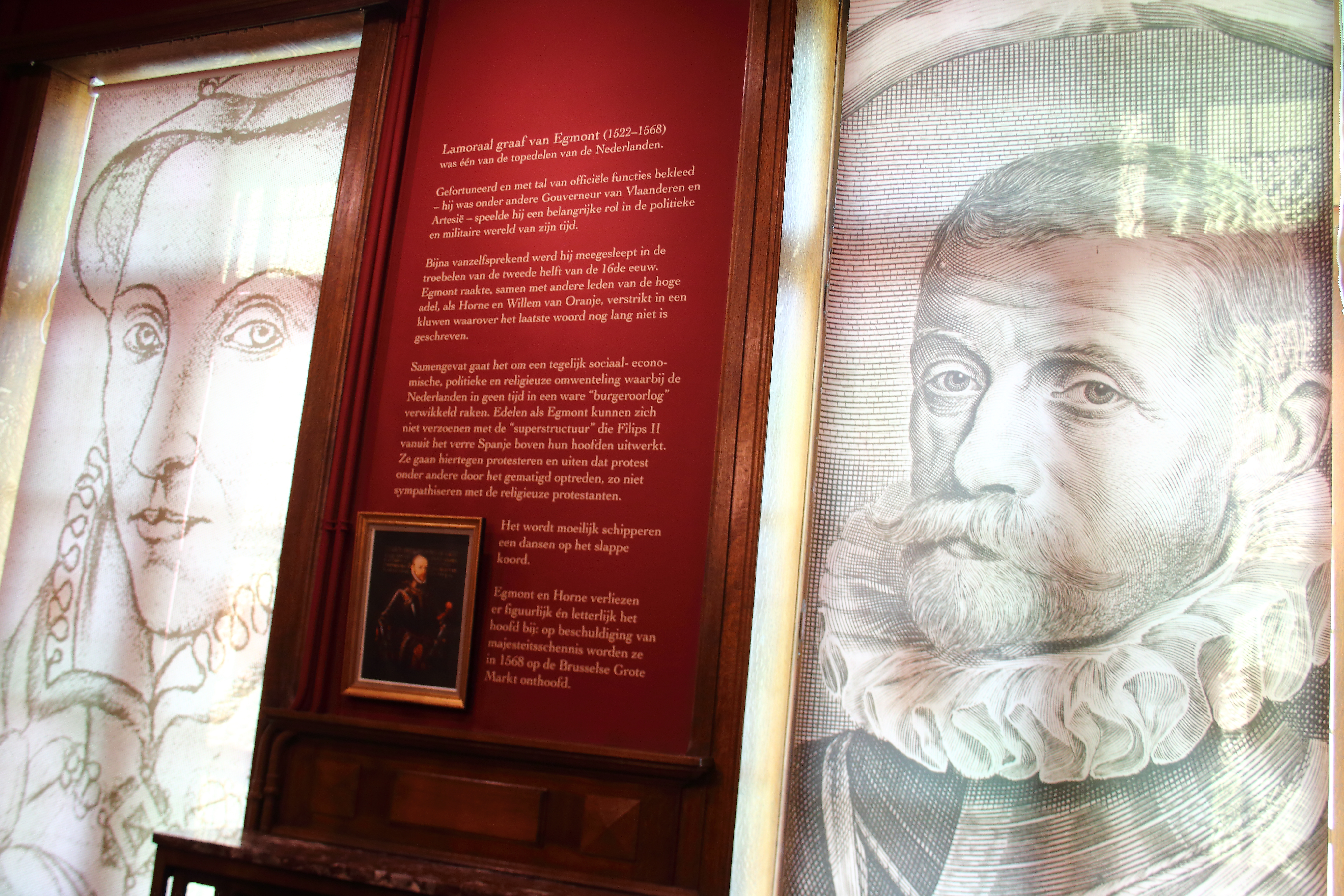
Egmontkamer

De Egmontkamer is een museum over Lamoraal van Egmont in het voormalige kabinet van de burgemeester in het stadhuis op de Markt van de Belgische stad Zottegem.
De Egmontkamer werd geopend in 2018 ter gelegenheid van het 'Egmontjaar' (450ste verjaardag van de onthoofding van Egmont) en toont allerlei historische objecten rond Lamoraal van Egmont. In de Egmontkamer vindt de bezoeker onder andere: het olieverfschilderij De onthoofding van Egmont van Fine Stevens uit 1968, een uitgave van P.C. Hoofts Nederlandsche Historien uit 1677, de lithografie Het Eedverbond der Edelen van Carel Christiaan Antony Last uit 1870, muntvondsten  (twee stuivers en twee dubbele stuivers van Filips de Schone, een denaro da 8 soldi van Keizer Karel V), majolicategels en de originele sleutelstukken van de moerbalk uit de Ridderzaal van het Egmontkasteel. Verder worden er voorwerpen tentoongesteld zoals de originele 16e-eeuwse kistplaat van Sabina van Beieren en de plaat uit 1804 uit de Egmontcrypte, de harten van Lamoraal en zijn zonen Karel en Filips (die zich  tussen 1952 en 2008 in het rijksarchief van Ronse bevonden) een kopie van Egmonts gekliefde halswervel en een 3D-print van de schedels van Egmont en zijn echtgenote Sabina.
In de aanpalende raadzaal van het stadhuis staat sinds 1984 het schrijn met de gekliefde halswervel van Lamoraal van Egmont; de andere stoffelijke resten van Lamoraal rusten in de Egmontcrypte onder de Onze-Lieve-Vrouw-Hemelvaartkerk. Er hangen in die raadzaal ook twee schilderijen die naar Egmont verwijzen: Laatste eerbewijzen aan Egmont en Horne (1882) van Louis Gallait (door de stad verworven in 1979) en Het kasteel Egmond aan den Hoef (circa 1570) van de 16de-eeuwse Noord-Hollandse meester Gillis De Saen (door de stad verworven in 1968).

In 2021 werden er in de Egmontkamer opnames gemaakt voor de historische documentairereeks Het verhaal van Vlaanderen. In 2022 bezocht de Catalaanse politicus Carles Puigdemont de Egmontkamer en de Egmontcrypte.

## Afbeeldingen

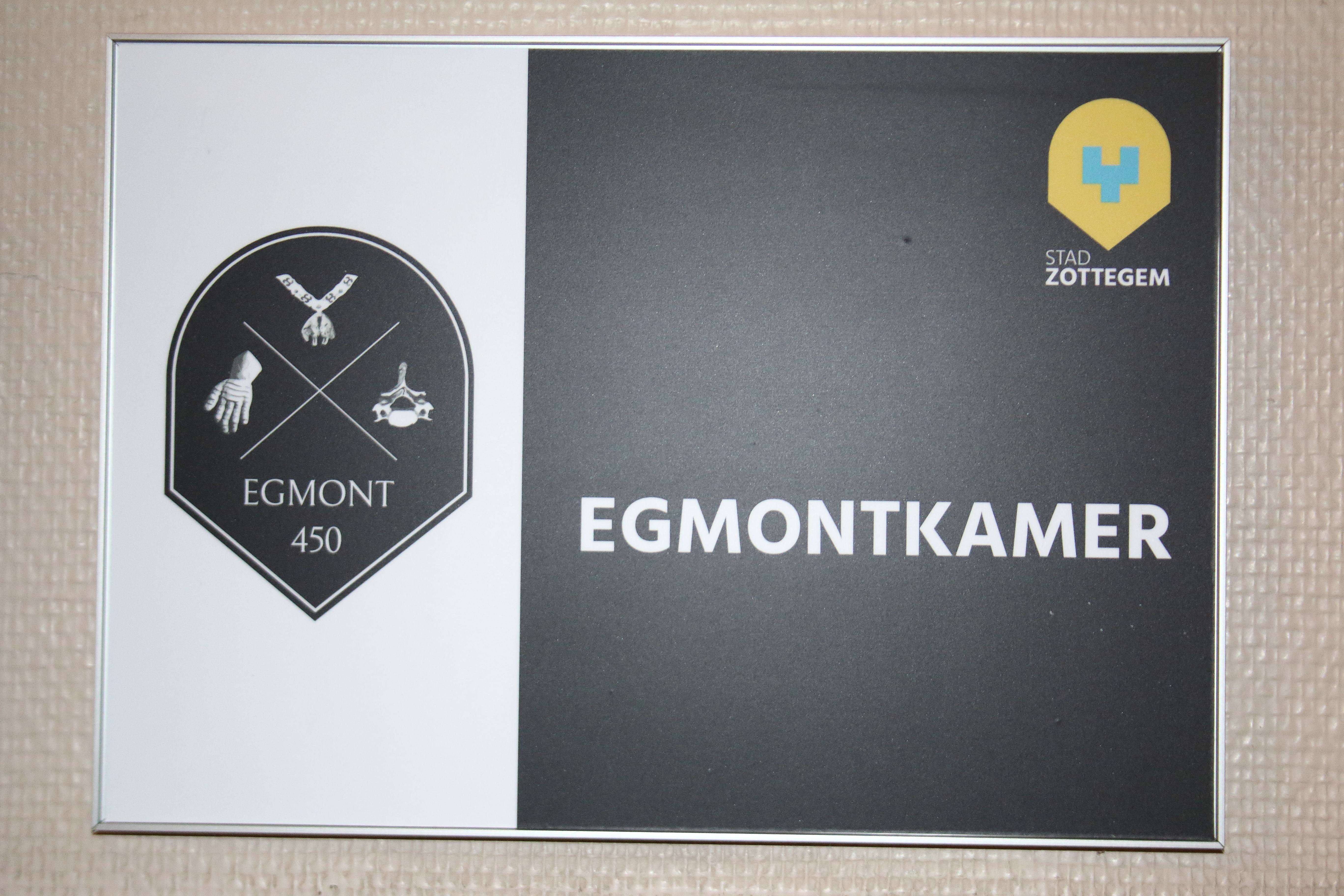
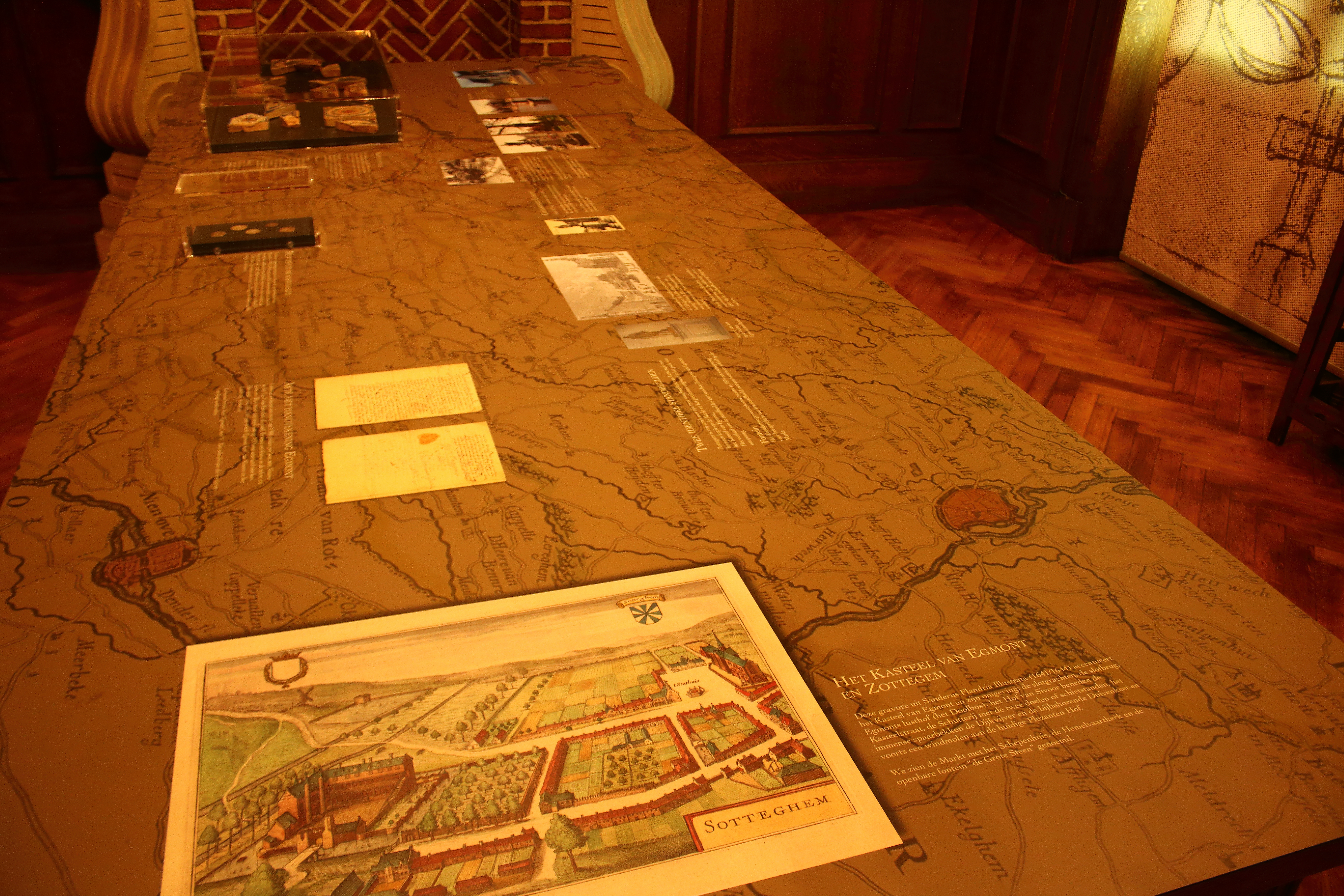
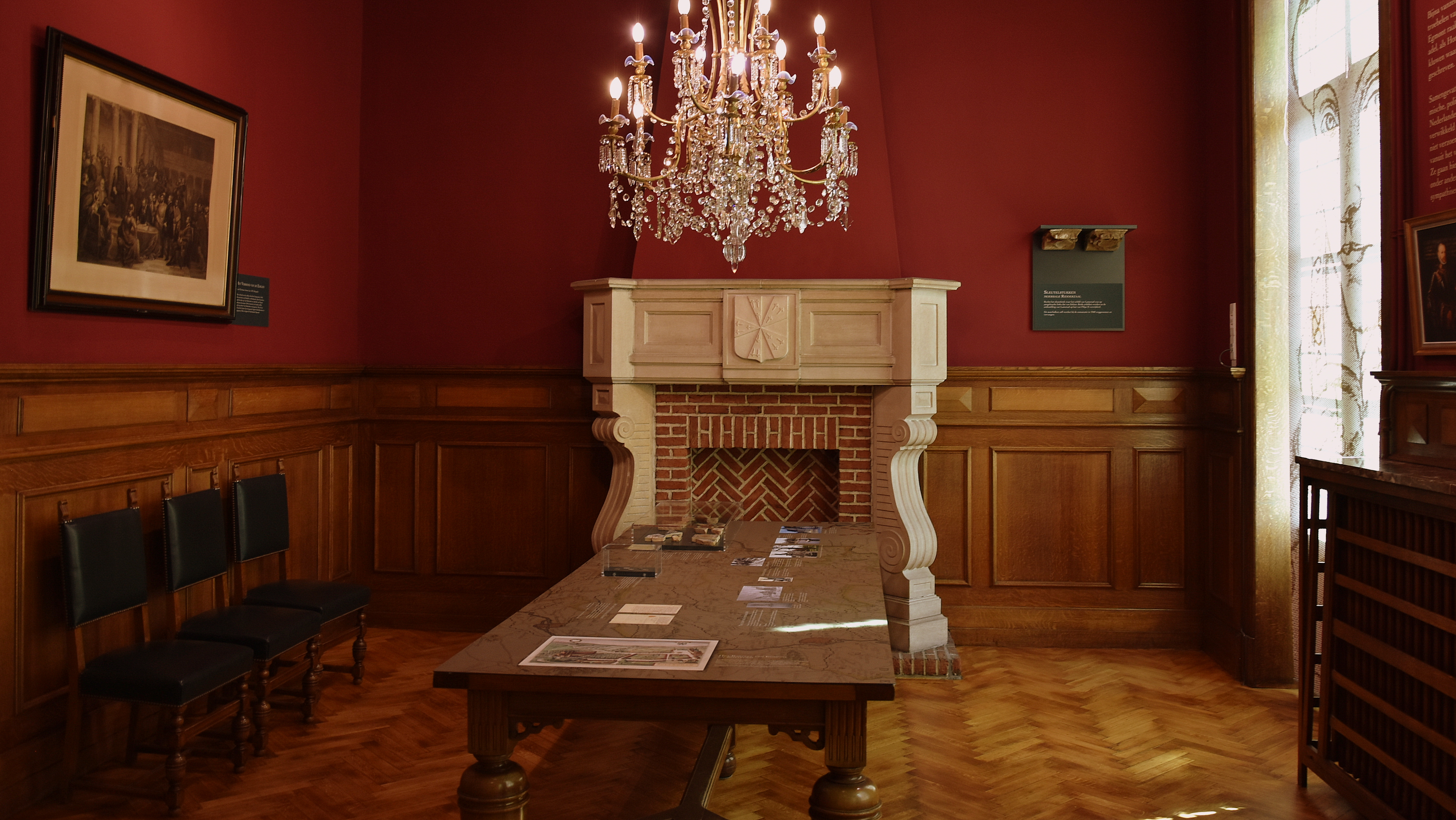
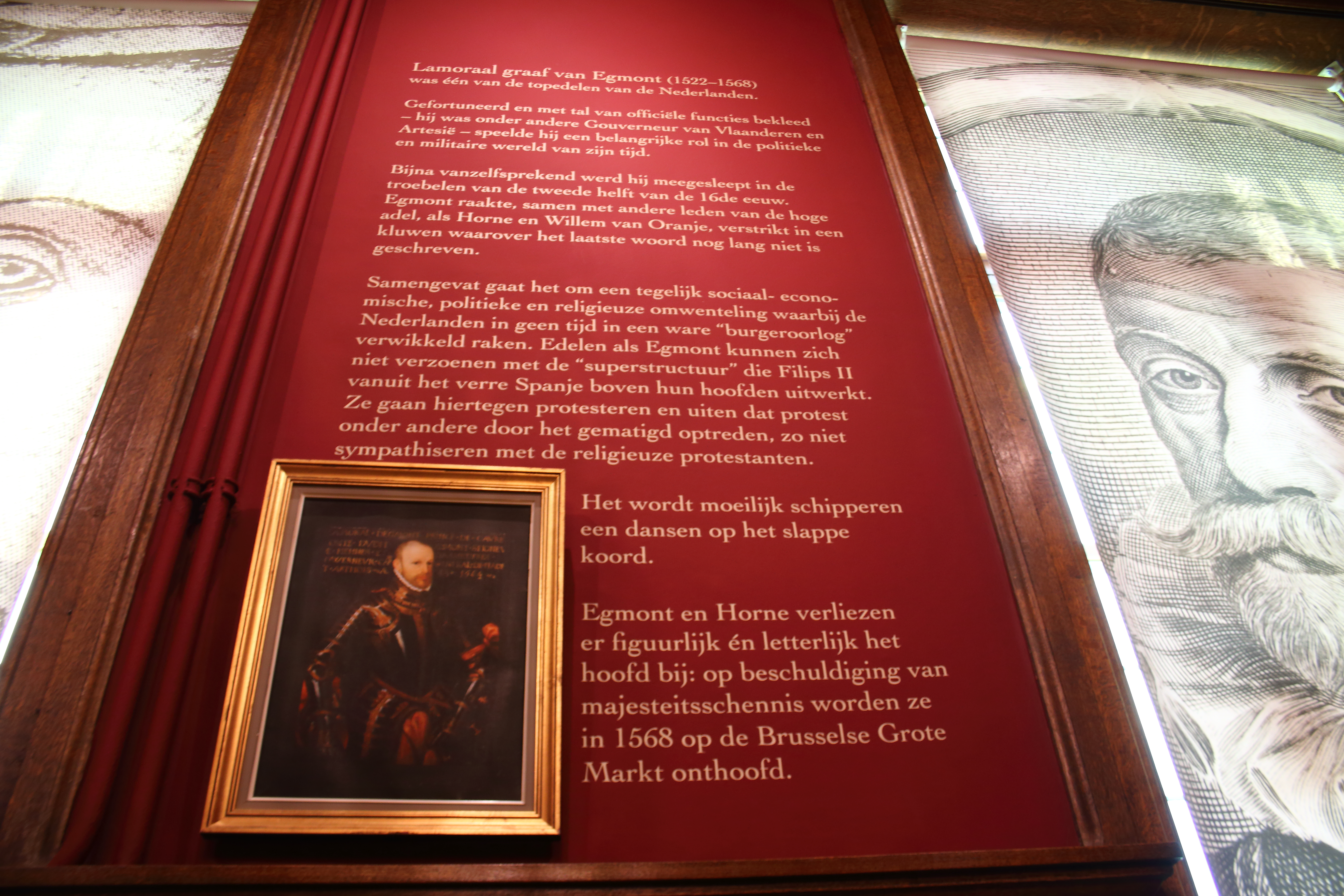
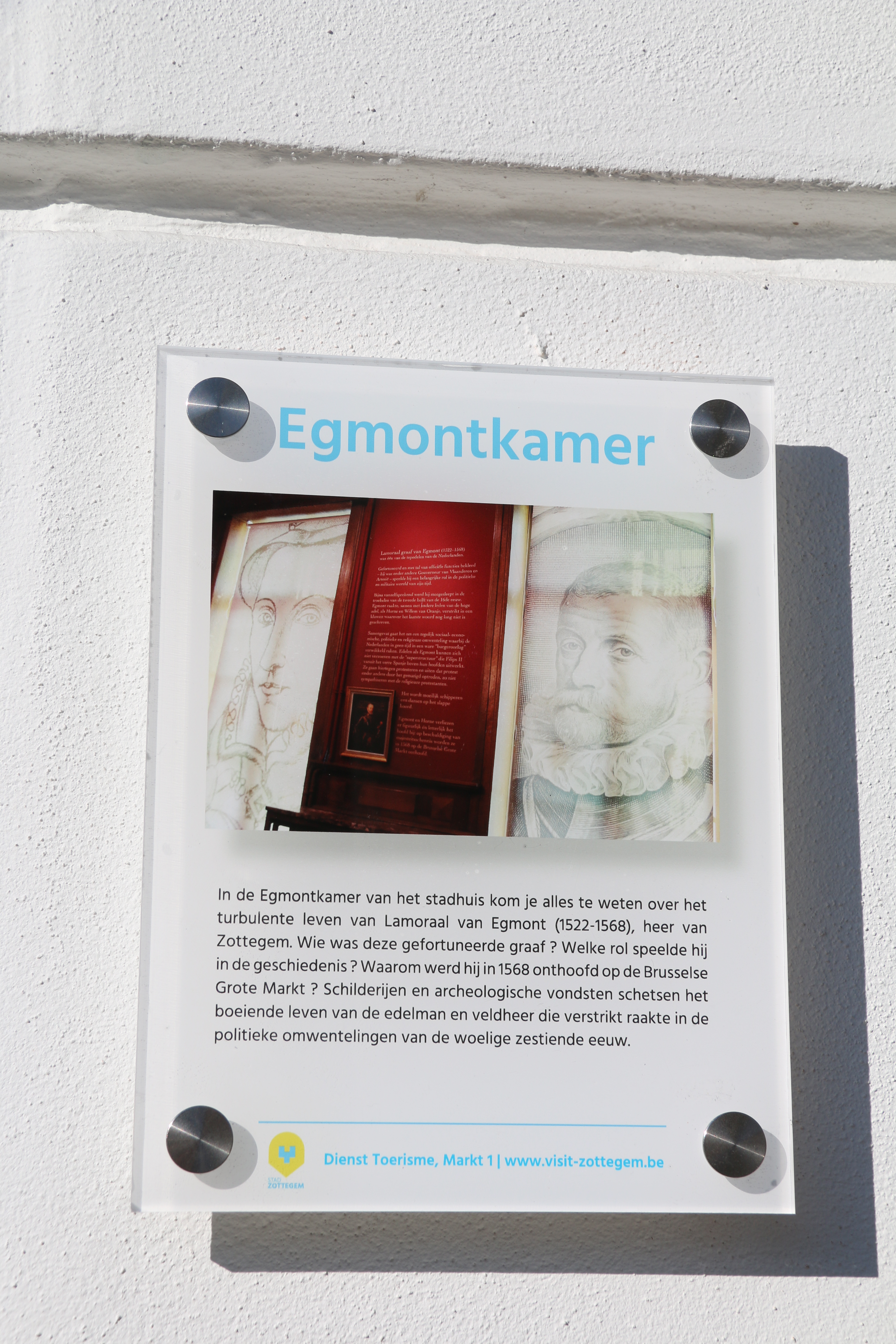
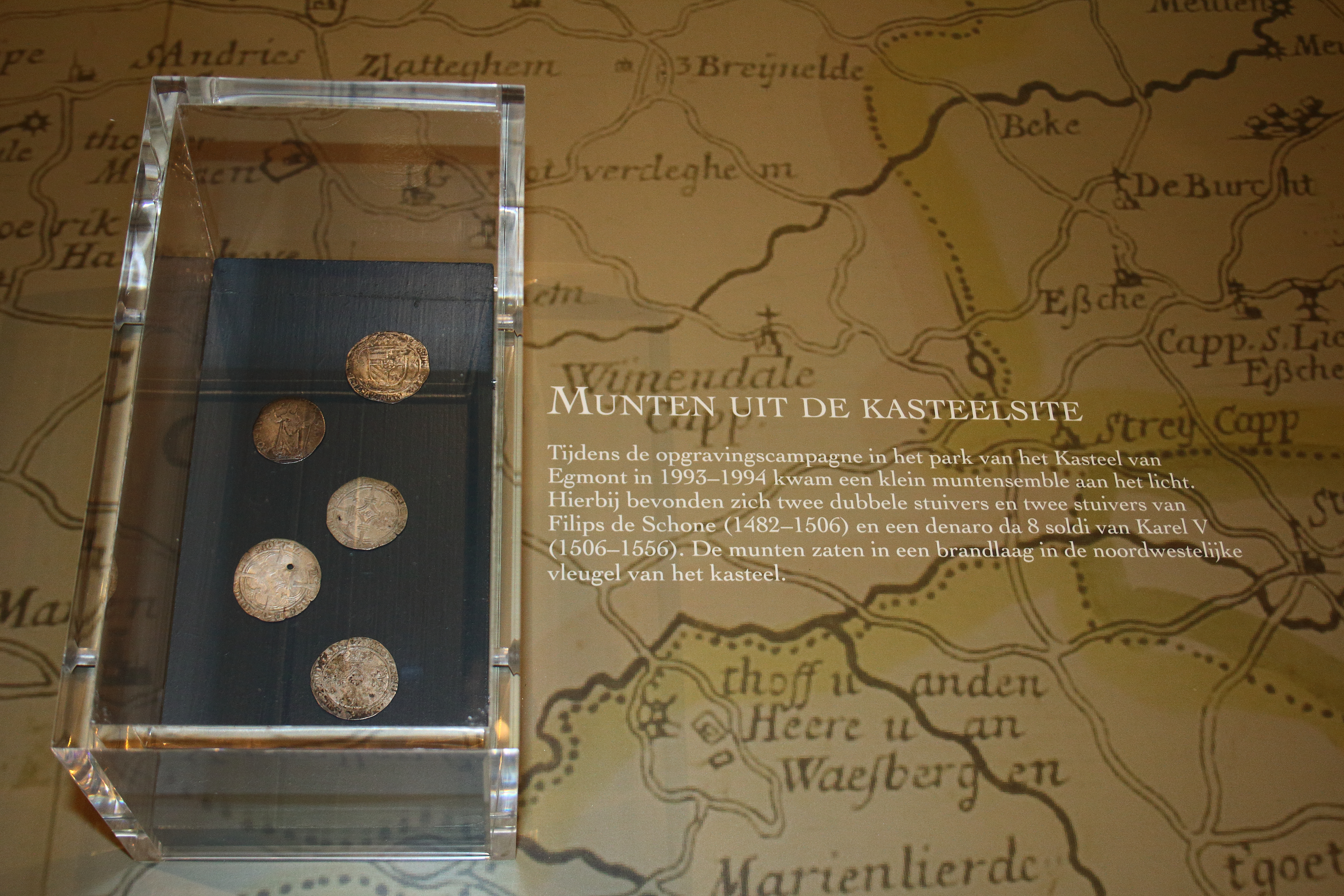
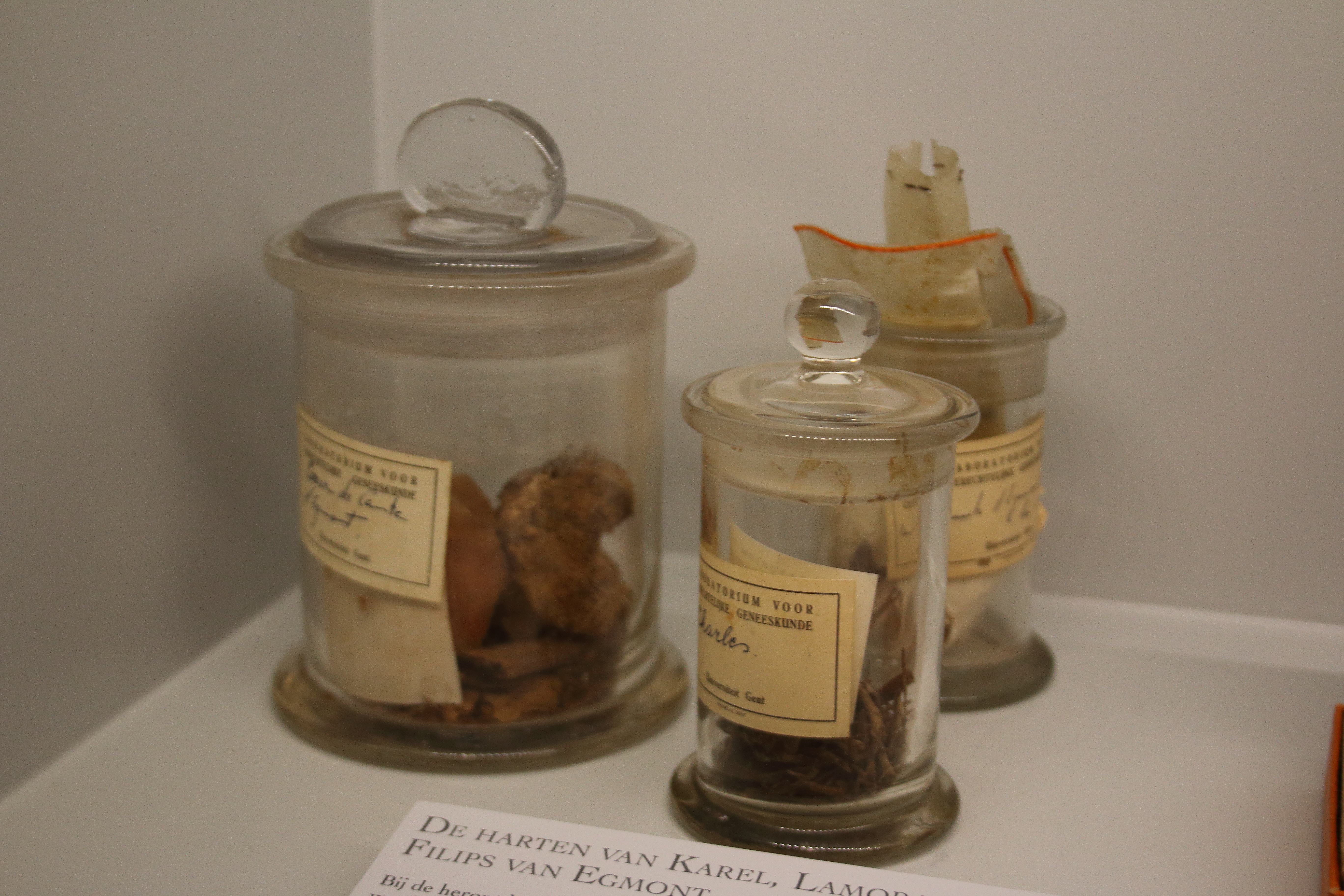
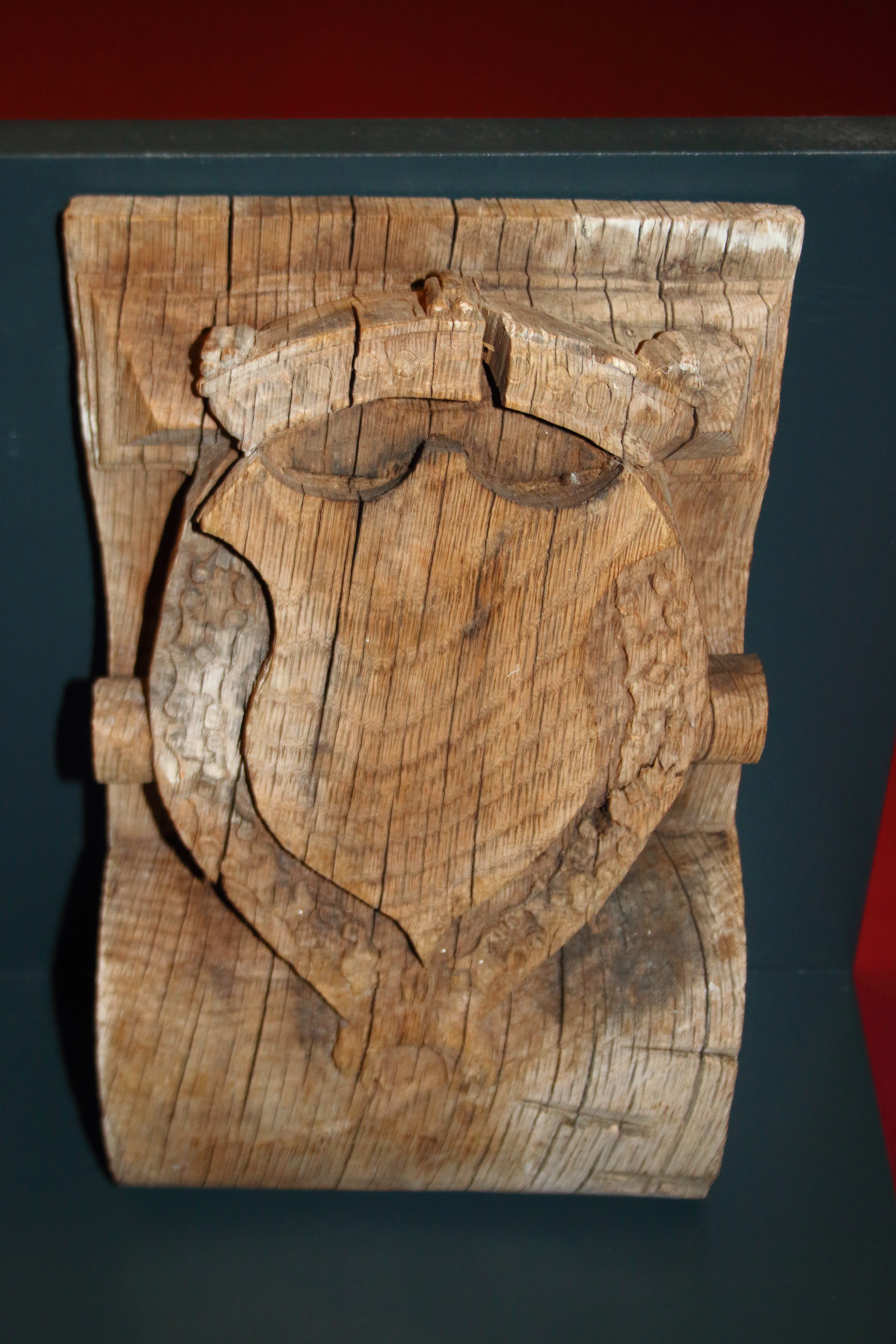